# Xian de Linxia
Le xian de Linxia (临夏县 ; pinyin : Línxià Xiàn) est un district administratif de la province du Gansu en Chine. Il est placé sous la juridiction de la ville-préfecture de la préfecture autonome hui de Linxia.

## Démographie
La population du district était de 370 417 habitants en 1999.